# マンシ諸島
マンシ諸島（マンシしょとう、Mangsee Islands）はスールー海の南西部、フィリピンとマレーシアとの国境に位置する島群。フィリピン・パラワン州の南西端バラバク島から約60km南に位置し、マレーシアとの国境からはわずか2kmの位置にある。海洋民サマ（バジャウ）の移民後、南沙諸島でのナマコ漁・爆薬漁の拠点となるとともに、フィリピンとマレーシア国境での密交易により繁栄を喫した。2020年国勢調査人口は8,822人。

## 概要
マンシ諸島はノース・マンシ島（北マンシ島）とサウス・マンシ島（南マンシ島）の2つの小島からなる。北マンシ島はココヤシが生えているだけの無人島であり、単にマンシ島といった場合は南マンシ島を指す。南マンシ島は隆起サンゴ礁の島であり、島のほとんどは砂地で、農業には適していない。また、北マンシ島の4kmほど北にはサリンシンガン島がある。マレーシア国境を挟んだ先には、サマ漁民の間でマウハと呼ばれるマンシ大岩礁（Mangsee Great Reef）があり、南西にはマレーシア領のバンギ島がある。
南マンシ島は面積0.23km2の小さな島で、人口密度が極めて高い。島の住民はタウイタウイ州タンドゥバス島からの移民が大半を占めており、住民のほとんどがムスリムのサマ人である。そのほか、ビサヤ諸島出身者を中心とした若干のキリスト教徒の人口がある。

## 歴史
スールー海の西縁に位置するマンシ諸島は、その南東約170㎞に位置するタートル諸島とともに、フィリピン独立までアメリカの主権下にありながらイギリスの管理下に置かれた特異な歴史を持つ。1947年のシドニー・モーニング・ヘラルドの記事によれば、マンシ諸島とタートル諸島は1903年にスールー王国のスルタンから英国北ボルネオ会社に租借され、以降1939年まで、その相続人に対して毎年75ポンドが支払われていたとされている。
米西戦争でスペインに勝利したアメリカは、1898年のパリ条約によりフィリピン諸島の支配権を獲得した。イギリスはフィリピンに対するアメリカの主権を認めたが、2つの群島を北ボルネオ会社が管理してきた歴史的事実をもとに、これらの島々の権益を放棄することをアメリカに打診した。1907年の米英間の協定により、国際境界条約の締結もしくはいずれかの政府による通知があるまで、島々を引き続き北ボルネオ会社の管理下に置くことが合意された。
1946年7月4日に米領から独立したフィリピン政府は、その数ヶ月後にイギリス政府に対して島々の権利譲渡を願い出た。島々が地理的に孤立していることから、北ボルネオの管理下に留まることが双方にとって最善である、とイギリスは主張したが、フィリピン側の意見は変わることはなかった。両国の合意の下、1946年10月16日に両群島はフィリピンに譲渡された。上述の1947年の新聞記事では、マンシ諸島にはナマコ漁を行う30人ほどのバジャウの人口があったとされている。
マンシ島の開拓がはじまったのは1970年代のことである。1972年、フェルディナンド・マルコス大統領のもとでフィリピンに戒厳令が敷かれると、サマの人々の根拠地であったスールー諸島ではモロ民族解放戦線の活動が活発化し、政府軍との衝突を繰り返した。このような政情不安の下で、タンドゥバス島ウグス・マタタ村の住民が大量に流出し、バラバク町とりわけマンシ島へ来住するようになった。国勢調査人口は1970年の225人から1975年には2,429人と10倍以上に増大し、急速な人口増加に伴い、1974年には島に初等学校も建設された。
その後もウグス・マタタやビサヤ諸島からの人口流入は続いたが、内戦を契機としていた1970～80年代の移民とは異なり、1990年代以降は現金収入の機会を求める経済移民が多数を占めるようになった。1995年の国勢調査人口はおよそ6,000人で、そのうち95%をサマが占めていた。2010年代の後半には人口は約10,000人に達している。
2017年の末にバラバクを襲った台風ヴィンタ（平成29年台風第27号）はマンシ島に甚大な被害を及ぼした。島内の死者は40人、全壊した家屋は600世帯におよび、2019年現在も復興が続いている。

## 社会

### 生活
周囲およそ3kmの南マンシ島の居住区域は島の北西部から南東部にかけて広がっており、島民は臨海部に建てた杭上家屋に散在して生活している。島の中心部には初等学校と中等学校が1件ずつ所在する。2000年の時点で島内には4ヶ所のモスクがあり、毎年20人程度がメッカへの巡礼を行っている。診療所はあるが常駐医師はおらず、救急サービスを受けるにはマレーシアのバンギ島やクダッなどに出なければならない。
電力は過去には自家発電で賄われていたが、2020年に国営の電力事業社によりディーゼル発電所が建設された。また、通信サービスは2012年時点ではマレーシアの会社によって運営されており、フィリピンの他地域との通信には国際料金が適用されていたが、2021年に初等学校と中等学校、村（バランガイ）役場の3か所にVSATシステムを利用したWi-Fiスポットが建設されている。
島内ではいたるところで湧水が得られるが、廃棄物処理場がないために地下水が汚染され、2000年にはコレラとみられる感染症が広がった。水質汚染は積年の課題であったが、パラワン州政府の投資によって2022年に海水処理場が完成し、淡水が得られるようになった。一方、廃棄物処理の問題は2021年現在も解決されていない。
島の孤立性のために政府の管理は十分に行き届いておらず、唯一、島に駐屯する海兵隊が法秩序を守る役目を担っている。フィリピン政府はダイナマイト漁やシアン化物を用いた漁を禁止しているが、こうした違法漁業やマレーシアとの密輸は村の役人にも黙認されている状況にある。2018年には島のバランガイの次期首長が、政府麻薬取締局の捜査官との銃撃の末に殺害される事件が起こっている。

### 経済
1970年代以来、南沙諸島周辺で行われるナマコ潜水漁や爆薬をもちいたタカサゴ漁、近海での曳釣り漁、生簀漁などの漁業がマンシ島の主要産業を占めていた。1990年代後半のナマコ潜水漁は南沙諸島周辺で1~2ヶ月にわたって行われる大規模な漁で、潜水器を利用して水深30~50mの深さで採取された。得られたナマコや魚は島内で干ナマコや干し魚に加工され、前者はプエルト・プリンセサやマニラを経て海外へ、後者はミンダナオ島のサンボアンガなどへ出荷されていた。
1990年代末には、アジア通貨危機によるフィリピン・ペソの下落とナマコ資源の減少により爆薬漁やナマコ漁は下火となり、諸島周辺でのミミガイ漁やロブスター漁などを組み合わせた多角経営に転換するなど、漁業活動は外部環境に合わせて弾力的に変化している。
クダッなどのマレーシア商人との交易も重要な経済活動となっている。食料品やパーム油、砂糖、プロパンガス、石油等の日用品の多くをマレーシアからの輸入に依存しており、島の商店にはマレーシアからの輸入品が陳列されている。これらの商品をフィリピンの他地域に移出するいわゆる密貿易も盛んである。ただし、アジア通貨危機を機にマレーシア米に代わってフィリピン米が流通するようになるなど、商品流通は常に相場に左右される。また島は、周辺海域で操業する大型漁船への物資供給拠点としても機能している。
マンシ諸島は密輸だけでなく密入国の起点ともなっており、2011年には、北マンシ島を利用してマレーシアへの密入国を行おうとしたグループを政府当局が阻止する事件も発生している。